# Anisotropi
Anisotropi (”icke-isotrop”; bildat av isotrop) är en fysikalisk term som innebär att ett material har olika fysikaliska egenskaper i olika riktningar.
Anisotrop strålning har olika intensitet i olika riktningar; ett anisotropt fält verkar med olika krafter beroende på hur partikeln är orienterad.

## Ortotropi
Trä är ett ortotropt material. Dess hållbarhet, och dess utvidgning beroende på luftfuktighet, är olika i longitudinell, radiell och tangentiell riktning.
Ortotropa material har tre vinkelräta huvudriktningar med olika egenskaper i var riktning. Anisotropa material har inga symmetrier alls. [källa behövs]